# Ла Берлина (Ровиго)
Ла Берлина је насеље у Италији у округу Ровиго, региону Венето.
Према процени из 2011. у насељу је живело 31 становника. Насеље се налази на надморској висини од 3 м.